# Virus transmesos per ratpenats
Els virus transmesos per ratpenats (en anglès bat-borne viruses) és una agrupació de virus que causen patologies en humans, amb la que tenen en comú que el reservori primari és alguna espècie de ratpenat. Alguns d'aquest virus són coronavirus, hantavirus, lyssavirus, coronavirus de la SARS, virus de la ràbia, virus Nipah, virus Lassa, henipavirus, virus d'Ebola i virus de Marburg. Els virus transmesos per ratpenats es troben entre els virus emergents més importants.

## Transmissió
Els virus transmesos per ratpenats són transmesos mitjançant la mossegada d'un ratpenat i transferits a través de la saliva, també es transmeten per aerosolització de la seva saliva, femta, i/o orina. De la mateixa manera que el virus de la ràbia, els nous virus emergents transmesos per ratpenats poden ser transmesos pels ratpenats de manera directa als éssers humans. Entre ells el virus d'Ebola, el SARS-CoV i el SARS-CoV-2.
Si no es reconeix ni es tracta, l'interval entre la transmissió de les soques de virus de la ràbia fins que la malaltia es manifesta en les víctimes varia d'hores a anys. La majoria de les víctimes no són conscients d'haver estat mossegades per un ratpenat o exposades a les secrecions d'un ratpenat. Això pot ser degut a la manca de consciència de la presència d'un ratpenat en el mateix espai, com quan dorm, no sent la picada si està a la diana de la presència de la ratapinyada, i/o s'exposa a la saliva, orina, i/o excrements de ratpenats en recintes tancats. Aquests inclouen coves i espais on habita o transita l'ésser humà com ara àtics, soterranis, graners i coberts.

## Susceptibilitat dels ratpenats a les infeccions víriques
Es creu que els hàbits de descans dels ratpenats, el cicle reproductiu, la migració i la hibernació, produeixen una susceptibilitat natural als virus. A més, se sap que els ratpenats tenen infeccions víriques persistents amb més freqüència que altres mamífers. Es creu que això es deu al fet que els seus anticossos tenen una vida mitjana més curta. També s'ha demostrat que els ratpenats són més susceptibles a la reinfecció amb els mateixos virus, mentre que altres mamífers, especialment els humans, tenen una major propensió a desenvolupar diversos graus d'immunitat.

## Ratpenats i rosegadors com a reservoris de virus
Els ratpenats alberguen més virus que els rosegadors i són capaços de propagar malalties en una àrea geogràfica més àmplia per la seva capacitat de volar i els seus patrons de migració i descans. A més, certes espècies de ratpenats, com el ratpenat marró, afavoreixen els refugis en els espais de l'àtic dels habitatges de l'ésser humà des de les quals sovint envaeixen espais en altres parts de l'estructura. Això els posa en contacte amb els humans. Els rosegadors, d'altra banda, estan més confinats a la seva ubicació geogràfica i busquen refugi estacional en caus i en habitatges i edificis en l'àrea més propera.

## Virus zoonòtics
El brot de l'any 2002 de la síndrome respiratòria aguda severa (SARS) i el brot de l'any 2012 de la síndrome respiratòria de l'Orient Mitjà s'han rastrejat fins a determinar que es van originar en els ratpenats. Els coronavirus són virus d'ARN monocatenari de sentit positiu amb quatre gèneres: alphacoronavirus, betacoronavirus, gammacoronavirus, i corona deltacoronavirus. D'aquests quatre grups els alphacoronavirus i els betacoronavirus són potencialment transmissibles per ratpenats.
L'any 2020 es va relacionar un mercat d'aliments de venda d'animals salvatges (denominat ye wei 野味), a Wuhan, Xina, amb la pandèmia del SARS-CoV-2. Inicialment mitjançant estudis genètics, els científics van determinar que el coronavirus era molt semblant als virus que es troben en els ratpenats. Estudis genètics posteriors han determinat que el virus pot haver-se transmès a les persones des de serps, les cures a la vegada és possible que hagin rebut el virus de ratpenat al mercat en el que es comercialitzen ambdues espècies. Sense embussos, en la comunitat científica existeixen dubtes sobre la validesa de la tècnica genètica utilitzada (divergència en l'ús de codons).